# Годунов Сергій Васильович
Сергій Васильович Годунов (11 серпня 1907, село Дубасово Судогодського повіту Владимирської губернії, тепер Гусь-Хрустального району Владимирської області, Російська Федерація — 1967, місто Москва, тепер Російська Федерація) — радянський діяч органів держбезпеки, міністр державної безпеки і внутрішніх справ Марійської АРСР, голова КДБ при Раді Міністрів Марійської АРСР, полковник. Депутат Верховної ради СРСР 3-го скликання.

## Біографія
Народився в родині скляного майстра. У 1921 році закінчив початкову школу селища Уршель Судогодського повіту Владимирської губернії.
У липні 1925 — серпні 1928 року — інструктор фізичної культури клубу імені Луначарського селища Уршель. У 1926 році закінчив школу-дев'ятирічку в Судогді.
У серпні 1928 — серпні 1929 року — відповідальний секретар Гусь-Хрустальної повітової та районної ради фізичної культури.
У серпні 1929 — вересні 1932 року — студент інституту фізичної культури в Ленінграді.
У вересні 1932 — жовтні 1934 року — завідувач сектора кадрів бюро фізичної культури ВЦРПС у Москві. У жовтні 1934 — лютому 1936 року — голова центрального бюро фізкультури ЦК Спілки бавовняної промисловості в Москві.
У лютому 1936 — березні 1939 року — заступник голови Центральної ради Добровільного спортивного товариства «Красное Знамя» в Москві.
У березні 1939 — червні 1940 року — співробітник УНКВС по Московській області.
Член ВКП(б) з грудня 1939 року.
У червні 1940 — лютому 1941 року — заступник начальника відділення УНКВС по Московській області. У лютому — серпні 1941 року — начальник відділення УНКДБ по Москві і Московській області.
У серпні 1941 — червні 1943 року — начальник 7-го відділення секретно-політичного відділу, заступник начальника секретно-політичного відділу УНКВС по Московській області. У червні — жовтні 1943 року — заступник начальника 2-го відділу (по місту) УНКДБ по Московській області.
У жовтні 1943 — грудні 1947 року — начальник Дзержинського районного відділу НКДБ (МДБ) міста Москви.
З грудня 1947 до лютого 1949 року — в школі МДБ (в/ч 359) міста Свердловська.
У лютому — вересні 1949 року — начальник районного відділу МДБ міста Москви.
2 вересня 1949 — 16 березня 1953 року — міністр державної безпеки Марійської АРСР.
16 березня 1953 — 20 квітня 1954 року — міністр внутрішніх справ Марійської АРСР.
20 квітня 1954 — 22 квітня 1955 року — голова КДБ при Раді міністрів Марійської АРСР.
Помер у 1967 році в Москві.

## Звання
- молодший лейтенант державної безпеки
- старший лейтенант державної безпеки (4.10.1941)
- майор державної безпеки (11.02.1943)
- підполковник державної безпеки (3.11.1944)
- полковник

## Нагороди
- орден «Знак Пошани» (20.06.1951)
- шість медалей
- знак Заслужений працівник НКВС (10.03.1942)